# Asesinatos de Keddie

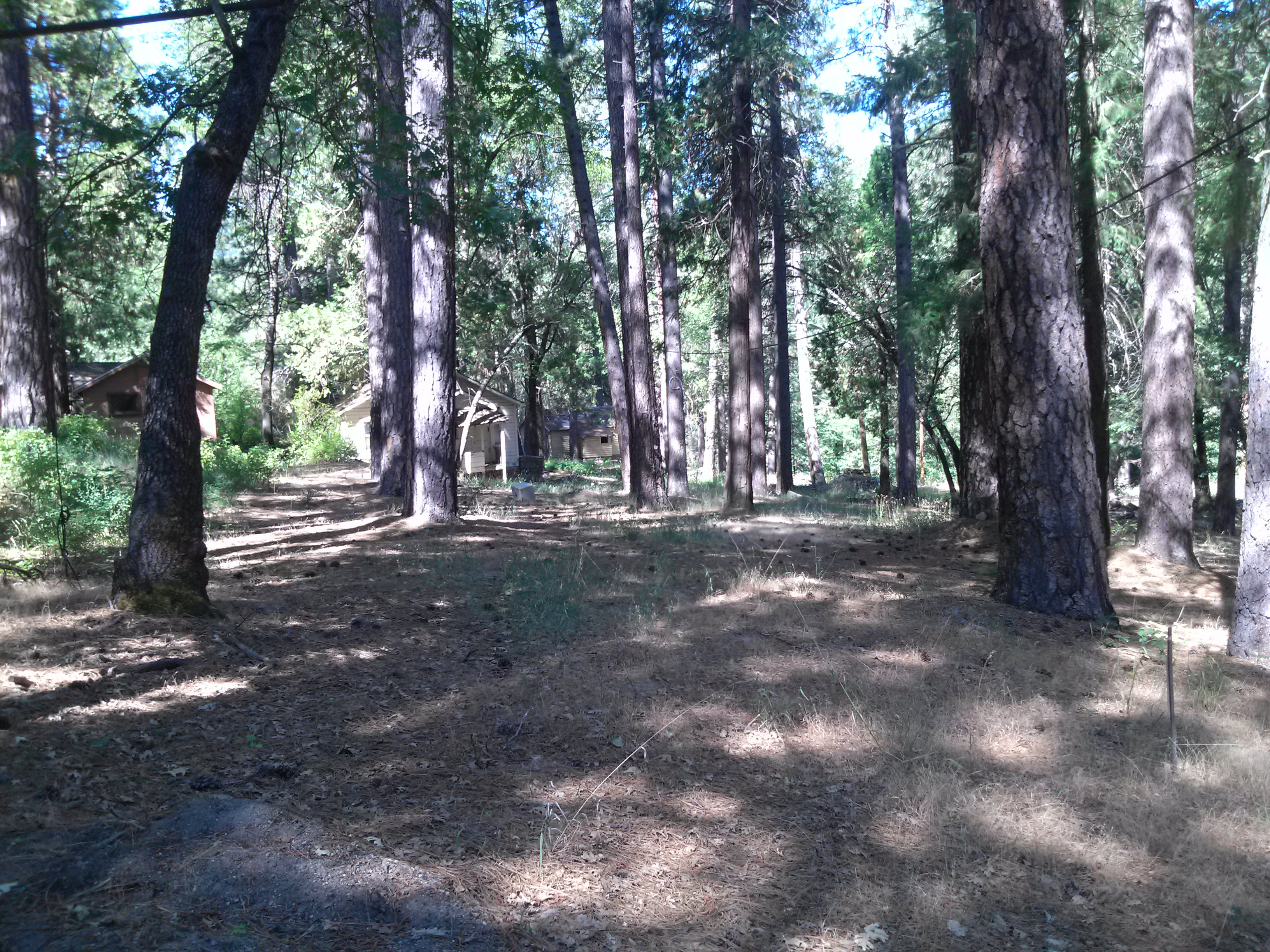
Exterior del camping de Keddie, donde tuvieron lugar los asesinatos.

Los asesinatos de Keddie hacen referencia a un cuádruple homicidio sin resolver que tuvo lugar en una hora indeterminada entre la noche del 11 de abril y la madrugada del siguiente día 12 de abril de 1981, en el complejo de cabañas en alquiler ubicado en la pequeña localidad de Keddie, en la Sierra Nevada californiana. Las víctimas fueron Glenna Susan Sharp (de soltera Davis; nacida el 29 de marzo de 1945); sus hijos John Steven Sharp (nacido el 16 de noviembre de 1965) y Tina Lynn Sharp (nacida el 22 de julio de 1968); y la amiga de John, Dana Hall Wingate (nacida el 8 de febrero de 1964).
Cuando las autoridades llegaron a la escena del crimen, encontraron los cadáveres de Glenna, su hijo John y la amiga de este, Dana. No así el de Tina. Se desconoció el paradero y el destino que había sufrido hasta abril de 1984, cuando recuperaron su cráneo y otros huesos en Camp Eighteen, ciudad ubicada a 83 kilómetros al sur de Keddie. A lo largo de los años, muchas fueron las pistas que se siguieron y los sospechosos que parecieron estar detrás del macabro asesinato, aunque no se presentaron cargos. En 2004, la cabaña en la que tuvieron lugar los asesinatos fue demolida.
Posteriormente, los alguaciles del condado de Plumas, al que pertenecía Keddie, declararían que la investigación inicial estuvo mal organizada y no condujo a buen puerto, pasándose por alto pruebas cruciales. El cuádruple homicidio recibió atención de los medios nacionales, incluida cobertura en la revista People, una serie documental de Investigation Discovery y un documental llamado Cabin 28, lanzado en 2008. Ese mismo año se estrenó en las salas de cine la película de terror Los extraños, por la que varios blogueros teorizaron que se había inspirado en dichos asesinatos. A pesar de ligeras similitudes, el equipo de la película negó tales afirmaciones.

## Antecedentes
En otoño de 1980, Glenna Susan "Sue" Sharp (Springfield, Massachusetts; 29 de marzo de 1945), de apellido de soltera Davis, abandonó el hogar familiar en Connecticut tras separarse de su marido, James Sharp. Se llevó consigo a los cinco hijos del matrimonio, marchando todos ellos al norte de California, donde el hermano de Glenna, Don, residía. Al llegar a California, alquiló la cabaña 28 en el Keddie Resort de la comunidad rural que había en las lomas de la Sierra Nevada californiana, en Keddie. Allí, empezó a residir con sus hijos John (15 años), Sheila (14 años), Tina (12 años), Rick (10 años) y Greg (5 años).
El 11 de abril de 1981, alrededor de la 13:30 horas, Sue cogió su coche junto a su hija Sheila para recoger a John y una amiga de este, Dana Hall Wingate, que vivía en la cercana ciudad de Quincy. Dos horas más tarde, alrededor de las 15:30, John y Dana hicieron autostop desde el resort de regreso a Quincy, donde pudieron haber planeado visitar a algunos amigos. Ambos fueron vistos en ese tiempo por varios testigos. Una mujer local, Donna Williams, afirmó haberlos recogido frente a una tienda de neumáticos y les había llevado a la casa de otro amigo. Los dos fueron vistos más tarde asistiendo a una fiesta en el campamento Oakland en Quincy.
Esa misma noche, Sheila tenía planes de pasar la noche con la familia Seabolt, que vivía en una cabaña adyacente, mientras que Glenna se quedó en casa con Rick, Greg y el joven amigo de los muchachos, Justin Smartt de 12 años y que también había llegado hacía poco desde Montana con su madre y padrastro. Sheila salió de la casa poco después de las 20:00 horas (las 8 de la tarde), dejando a su madre sola con los niños más pequeños. Tina, que había estado viendo la televisión con los Seabolt, regresó a su casa en la cabaña alrededor de las 21:30 horas, poco después de que Sheila llegara.

## Asesinatos y descubrimientos

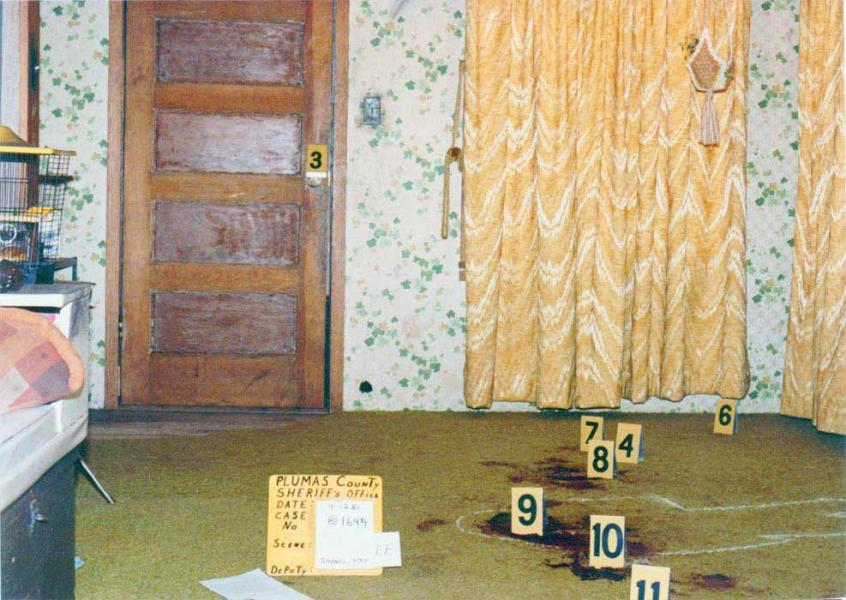
Imagen policial del interior de la cabaña de Keddie, escena del crimen.

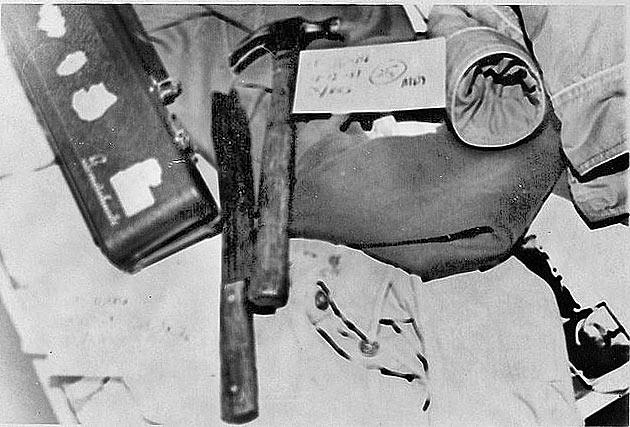
Imagen policial del cuchillo y el martillo usados por los asesinos.

En torno a las 7:00 de la mañana del 12 de abril, Sheila regresó a casa y descubrió los cadáveres de Sue, John y Dana en la sala de estar de la cabaña. Los tres habían sido atados con cinta adhesiva y cables de los electrodomésticos. Tina no se encontraba en la casa, mientras que los tres niños más pequeños, Rick, Greg y Justin, estaban ilesos en una habitación adyacente. Los informes iniciales indicaron que los tres niños habían dormido durante el incidente, aunque esto será contradicho más tarde por Justin. Al descubrir la escena, Sheila corrió de regreso a la cabaña de los Seabolt, donde James Seabolt fue y ayudó a Rick, Greg y Justin a salir a través de la ventana de la habitación. Más tarde admitió haber entrado brevemente en la cabaña por la puerta trasera para ver si alguien aún estaba vivo, lo que pudo contaminar las pruebas del escenario.
Los asesinatos de Sue, John y Dana fueron notablemente brutales. Se encontraron dos cuchillos ensangrentados y un martillo en la escena. Uno de los cuchillos, de carnicero y traído de la cocina, se había doblado a la mitad debido a la fuerza extrema ejercida con él. Las evidentes salpicaduras de sangre en el interior indicaban que los asesinatos de Sue, John y Dana habían tenido lugar en la sala de estar.
Sue fue descubierta tendida de lado cerca del sofá de la sala, desnuda de cintura para abajo. Había sido amordazada con un pañuelo azul y sus propias bragas, que habían sido aseguradas en su cara con cinta adhesiva. Además de sufrir heridas de arma blanca en el pecho, su garganta también había sido cortada, y una huella que coincidía con la culata de una pistola Daisy 880 BB fue encontrada en una de las sienes. A John también le cortaron la garganta, mientras que Dana sufrió múltiples heridas en la cabeza y fue estrangulada manualmente. Las tres víctimas sufrieron traumas de fuerza contundente en la cabeza, causados por la acción de un martillo. Sus autopsias determinaron que cada una había muerto como resultado de múltiples heridas de cuchillo y martillazos.

## Investigación inicial
Al entrevistar a la joven Sheila y a la familia Seabolt (con quien Sheila había pasado la noche en la cercana cabaña vecina), la policía descubrió que ninguno había escuchado ningún ruido extraño durante las horas en que el crimen pudo haber tenido lugar. Sin embargo, otra pareja que residía cerca sí que informó que se despertó alrededor de la 1:30 de la madrugada por culpa de unos gritos que fueron amortiguados, si bien no pudieron dirimir de dónde procedían y volvieron a dormirse. Al hacer una búsqueda en la cabaña de los Sharp sobre posibles objetos de valor faltantes, Sheila pudo determinar que faltaban la chaqueta de Tina, sus zapatos y una caja de zapatos que contenía varias herramientas. La cabaña no mostraba indicios de entrada forzada, aunque los detectives recuperaron una huella digital no identificada de una barandilla en las escaleras que conducían a la puerta trasera de la casa. El teléfono había quedado descolgado, todas las luces se habían apagado, y las cortinas estaban echadas.
La policía entrevistó a varios sospechosos potenciales, incluido un hombre que desapareció de Keddie poco después de los asesinatos y luego fue encontrado en el estado de Oregón. Después de someterse a un examen de polígrafo, el sospechoso fue liberado. Una de las vecinas de los Sharp, Marilyn Smartt (madre de Justin), más tarde afirmó que había encontrado una chaqueta ensangrentada perteneciente a Tina en su sótano y la había entregado a la policía, aunque no existe ningún registro oficial de esto. Su esposo, Martin Smartt, también afirmó que un martillo inexplicablemente había desaparecido de su hogar. El sheriff del condado de Plumas, Doug Thomas, que lideró el caso, declaró más tarde que Martin había proporcionado "pistas interminables" en el caso que parecían "arrojar la sospecha lejos de él". Además de a los Smartt, los detectives entrevistaron a muchos otros lugareños y vecinos; varios, incluidos miembros de la familia Seabolt, recordaron haber visto una camioneta verde desconocida estacionada en la cabaña de los Sharp alrededor de las 21:00 horas. Otros recordaron haber visto un vehículo Datsun marrón estacionado en la residencia esa noche, que parecía tener un neumático desinflado.

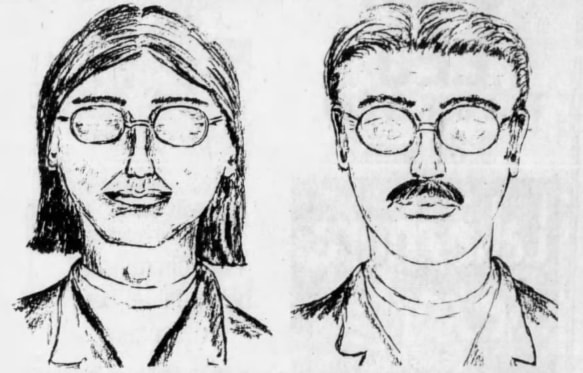
Retrato robot hecho por la policía de los dos sospechosos.

En posteriores entrevistas, Justin contó a los detectives historias contradictorias de aquella noche, incluido que había soñado con detalles de los asesinatos, aunque más tarde afirmó haber sido testigo de ellos. En su último relato de los acontecimientos, contados bajo hipnosis por el Dr. Jerry Dash, psicólogo del Hospital de Niños de Los Ángeles, Justin afirmó haber escuchado sonidos inusuales provenientes de la sala de estar mientras miraba la televisión en el dormitorio con Rick y Greg. Al investigar los sonidos, vio a la señora Sharp con dos hombres: uno con bigote y cabello corto, el otro afeitado con cabello largo. Ambos llevaban gafas. Según Justin, John y Dana entraron a la casa y comenzaron a discutir con los hombres, lo que resultó en una pelea que se convirtió en violencia. Tina supuestamente entró en la habitación durante el altercado, y uno de los hombres la sacó por la puerta trasera de la cabaña.
Basados en las descripciones de Justin, bocetos de los dos hombres desconocidos fueron dibujados por el artista forense Harlan Embry. En los comunicados de prensa que acompañaban a los bocetos, se describía a los sospechosos entre los 20 y los 30 años; al primer sujeto con una estatura entre 1,80 y 1,88 metros, con cabello rubio oscuro, mientras que el segundo tendría el cabello negro, midiendo entre 1,68 y 1,78 metros. Ambos mostrados llevando gafas de sol con montura dorada.
El sheriff Doug Thomas, desestimó los rumores sobre crímenes rituales o motivados por el tráfico de drogas, declarando en la semana siguiente a los asesinatos que no se encontró parafernalia de drogas ni drogas ilegales en el hogar. Carla McMullen, una conocida de la familia, más tarde dijo a los detectives que Dana Wingate había robado recientemente una cantidad desconocida de LSD a los traficantes de drogas locales, aunque no pudo proporcionar pruebas de esta afirmación. Se gastaron alrededor de 4.000 horas trabajando en el caso, que Thomas describió como "frustrante". En diciembre de 1983, los detectives descartaron a los asesinos en serie Henry Lee Lucas y Ottis Toole como posibles sospechosos.

## Recuperación de los restos de Tina Sharp
Debido a que se creía que Tina había sido secuestrada de la escena del crimen, su desaparición fue investigada inicialmente por el FBI, si bien esta agencia informó el 29 de abril de 1981 que había "retrocedido" en la búsqueda ya que el Departamento de Justicia estaba haciendo un "trabajo adecuado" e "hizo innecesaria la presencia [del FBI]". Se realizó una búsqueda en cuadrícula del área que abarcó un radio de 8 km alrededor de la cabaña con perros de la policía, con resultados negativos.
El 22 de abril de 1984, tres años y once días después de los homicidios y de la desaparición de Tina, un hombre descubrió restos de un cráneo humano y parte de una mandíbula en Camp Eighteen, muy cerca de Feather Falls en el condado de Butte. Poco después de anunciar el descubrimiento, la Oficina del Sheriff del Condado de Butte recibió una llamada anónima que identificaba los restos como pertenecientes a Tina, pero la llamada no fue documentada en el caso. Una grabación de esta llamada fue encontrada en la parte inferior de una caja con evidencias del caso en algún momento después de 2013 por un detective al que se le asignó. Los restos fueron confirmados por un patólogo forense como los de Tina Sharp en junio de 1984. Cerca de los restos, los detectives también encontraron una manta para niños, una chaqueta de nailon azul, un par de vaqueros Levi Strauss a los que les faltaba la parte posterior así como el resto de un rollo de cinta americana.

## Desarrollos posteriores
En 1996, Robert Joseph Silveria, Jr. fue examinado como sospechoso potencial de los asesinatos. La cabaña en la que ocurrieron los asesinatos fue demolida en 2004. En un documental de 2008 sobre los asesinatos, Marilyn Smartt afirmó que sospechaba que su esposo Martin y su amigo John "Bo" Boubede pudieron ser los asesinos de Sue, John, Dana y Tina. Marilyn afirmó que en la noche de los crímenes, había dejado a Martin y Boubede en un bar local alrededor de las 23:00 horas y que regresó a casa para irse a dormir. Alrededor de las 2:00 de la madrugada, el 12 de abril, dijo que se despertó y encontró a los dos quemando un objeto desconocido en la estufa de leña. Además, alegó que Martin "odiaba a Johnny Sharp con pasión". Sin embargo, en el documental de 2008, el sheriff Doug Thomas dijo a los cineastas que había entrevistado personalmente a Martin y confirmó que había superado la prueba del polígrafo. Aunque hubo un debate en la comunidad científica en ese momento con respecto a la eficacia de los polígrafos, porque las evaluaciones de la poligrafía por parte de organismos científicos y gubernamentales sugieren que los polígrafos son inexactos, pues pueden ser sorteados con contramedidas y no son un elemento perfecto para evaluar la veracidad. Martin Smartt murió de cáncer en Portland (Oregón) en junio de 2000. John Boubede, quien supuestamente tenía vínculos con el crimen organizado en Chicago, murió allí en 1988.
El 24 de marzo de 2016, un martillo que coincidía con la descripción del martillo que Martin afirmó haber perdido fue descubierto en un estanque local y el investigador especial del condado de Plumas Mike Gamberg lo incluyó como nueva evidencia. En un artículo de 2016 publicado por The Sacramento Bee detallando el descubrimiento del martillo, poco después de los asesinatos, se afirmó que Martin dejó la zona de Keddie y se dirigió a Reno, en el estado de Nevada. Desde ahí le mandaría una carta a Marilyn sobre las luchas personales en su matrimonio, y concluyó con: "He pagado el precio de tu amor y ahora lo he comprado con la vida de cuatro personas". En una entrevista de 2016, Gamberg declaró que la carta fue "pasada por alto" en la investigación inicial y nunca fue admitida como evidencia. Más tarde criticó la calidad de la investigación inicial, diciendo que se obviaron demasiadas evidencias que corrompieron el curso de la investigación.